# Face to Face
Face to Face este al șaptelea album al trupei irlandeze Westlife, lansat pe 31 octombrie, 2005. Albumul conține multe piese pop împreună cu câteva piese de orientare dance. 
Primul single de pe album a fost interpretarea melodiei lui Secret Garden, You Raise Me Up. Acest single a readus trupa în lumina reflectoarelor dupa albumul din 2004, Allow Us To Be Frank.
Al doilea single lansat a fost interpretarea melodiei When You Tell Me That You Love Me și a fost inregistrată ca un duet împreună cu interpreta originală a melodiei, legendara Diana Ross.
Ultimul single a fost melodia originală Amazing.
That's Where You Find Love a fost lansat ca un single radio promoțional în Filipine pentru a sprijini turneul asiatic al trupei.
Albumul mai include o intepretare a piesei Eagles, Desperado, o piesă Backstreet Boys de pe albumul lor Never Gone, Colour My World și melodia lui Nick Carter, Heart Without A Home.
Albumul Face to Face a devenit al cincilea album numărul 1 al trupei în șapte ani, înregistrând vânzări de 1,3 milioane de discuri în Regatul Unit și peste 2 milioane în lumea intreagă. De asemenea, a fost cel mai bine vândut album lansat de Sony BMG în anul 2005. A rămas pe locul 1 în Australia timp de 4 săptămâni și a fost pe locul 25 în topul celor mai bine vândute albume pe anul 2006 în Australia.
Albumul a fost pe locul 7 în topul celor mai bine vândute albume ale anului 2005 în Regatul Unit cu 1.146.000 de exemplare vândute.

## Melodii
1. You Raise Me Up
2. When You Tell Me That You Love Me (împreună cu Diana Ross)
3. Amazing
4. That's Where You Find Love
5. She's Back
6. Desperado
7. Colour My World
8. In This Life
9. Heart Without A Home
10. Hit You With The Real Thing
11. Change Your Mind
12. Maybe TomorrowA

Note:
A Maybe Tomorrow a fost inclusă doar pe versiunea britanică/irlandeză/coreeană a albumului.

## Performanțele din topuri
| Țara         | Poziția | Premii               |
| ------------ | ------- | -------------------- |
| Europa       | 1       | -                    |
| Australia    | 1       | Disc de Platină      |
| Irlanda      | 1       | 8 Discuri de Platină |
| Filipine     | 1       | -                    |
| Regatul Unit | 1       | 4 Discuri de Platină |
| Norvegia     | 1       | -                    |
| Suedia       | 2       | -                    |
| Elveția      | 1       | -                    |
| Germania     | 1       | -                    |
| Danemarca    | 2       | -                    |
| Olanda       | 1       |                      |